# Sainte-Blandine (Isère)
Sainte-Blandine è un comune francese di 924 abitanti situato nel dipartimento dell'Isère della regione dell'Alvernia-Rodano-Alpi.

## Società

### Evoluzione demografica
Abitanti censiti